# Роже III де Фуа
Роже III де Фуа (фр. Roger II de Foix; ум. 1147/1148) — граф Фуа с 1124, старший сын Роже II, графа Фуа, и Эстефании де Бесалу.

## Биография
Своё правление Роже III начал с того, что 31 марта 1125 года в присутствии братьев заключил мирный договор с Бернаром Атоном IV, виконтом Альби, Нима, Безье, Агда и Каркассона. Точно неизвестно, было ли это развязкой личного конфликта Роже и Бернара Атона или этот договор ознаменовал окончательных отказ графов Фуа от претензий на владения виконта, кроме ряда областей (Алерак, Арсан, Прексан, Фонсьян), которые графы сохранили за собой. А после смерти Бернара Атона связи между родами Фуа и Тренкавель ещё больше укрепились, поскольку в 1130 году Роже дал клятву его сыновьям, Роже I, наследовавшего отцу, и Раймунду защищать их. В ответ виконт Роже I сделал клятву взаимной. Согласно заключённому договору граф Роже III и виконт Роже I обязались совместно защищаться от всех, кроме графа Тулузы, их сюзерена.
Позже Роже III оказался втянут в конфликт между Альфонсо VII, королём Кастилии и Леона, и Рамиро II, королём Арагона. Альфонсо VII, близкий родственник Рамиро, потребовал для себя арагонскую корону. Переговоры между королями вели граф Тулузы Альфонс I Журден, близкий к королю Кастилии, и Рамон Беренгер IV, который в будущем женился на Петрониле, дочери Рамиро II, а также графы Роже III де Фуа, графы Пальярса, Комменжа, Гильом VI, сеньор Монпелье, а также ряд других сеньоров из Южной Франции. В итоге переговоров в 1134 году был заключён мир между Кастилией и Арагоном, а все сеньоры дали клятву Альфонсо помочь ему против мавров. 26 мая 1135 года Роже в числе других сеньоров присутствовал в Леоне, где Альфонсо был коронован как император всей Испании.
В дальнейшем Роже III заботился о том, чтобы укрепить власть в своих владениях. В апреле 1139 года он вместе с другими окситанскими сеньорами участвовал в защите аббатства Леза, которое подвергалось атакам разбойничьих отрядов. Для защиты аббатства он возвёл крепость. Тогда же Роже передал аббатству прилежащие к нему владения. Ещё одним значимым событием было основание 27 октября 1136 года первого командорства ордена Тамплиеров в Европе, названного «Город Бога» (фр. Ville-Dieu).
Во время правления Роже II в Окситании периодически разгоралась война из-за Прованского наследства. Графство Прованс посредством брака присоединил к своим владениям Рамон Беренгер III, граф Барселоны, после чего графы Барселоны стали играть важную роль в Окситании, стремясь расширить сферу своего влияния. После его смерти Прованс достался его второму сыну Беренгер Раймунд I, которого поддерживал старший брат, Рамон Беренгер IV, продолжавший политику отца. Противниками их были сеньоры де Бо (Раймунд де Бо был женат на Стефании, младшей сестре графини Дульсы I, жены Рамона Беренгера III.), которых поддерживал Альфонс I Журден, граф Тулузы. В эту войну оказались втянуты многие окситанские феодалы, поддерживающие ту или иную сторону. В их числе оказался и Роже III, поддерживавший Раймунда де Бо. Будучи вассалом графа Тулузы, он был женат на сестре Рамона Беренгера IV и был с ним в хороших отношениях, поэтому он выступил в качестве одного из арбитров при заключении в 1143 году мира между Альфонсом Журденом и Рамоном Беренгером, после чего война на некоторое время прекратилась.
Роже III умер около 1147/1148 года, наследовал ему единственный сын Роже Бернар I Толстый.

## Брак и дети
Жена: с 1117 Химена (ум. после 1136), графиня Осоны 1107—1111, дочь Рамона Беренгера III, графа Барселоны, и Марии Родригес де Вивар, вдова Бернардо (Бернат) III, графа Бесалу. Дети:
- Роже Бернар I Толстый (ум.1188), граф Фуа с 1147/1148
- Бладимен[2]; муж: с марта 1131 Гильом д’Аньор, сеньор де Ньор
- Дульса (ум. 25 декабря 1209); муж: с 1157 Эрменгол VII Валенсиец (ум. 11 августа 1184), граф Урхеля

В некоторых источниках у Роже III показывается ещё одна дочь, неизвестная по имени, жена Роже I де Комменж, 1-го виконта Кузерана, однако более вероятно, что она была дочерью Роже Бернара I.